# 비주언
비주언(1989년 12월 14일 ~ )은 대한민국의 여자 성우이다. 본명은 변정현으로, 2019년 대원방송 성우극회 공채 9기로 입사했다. 2019년 1월부터 8월까지 정현이라는 예명으로 활동했으나, 2019년 8월부터는 비주언이라는 예명으로 바꾸었다.

## 출연작

### 애니메이션
- 마법사 프리큐어! - 스파르다, 준
- 소공녀 세라 (대원방송)
- 원피스 (대원방송)
- New 무사의 나라 편 - 시노부 (애니원), (애니박스)
- 호빵맨 (대원방송)
- go! 프린세스 프리큐어

### 애니메이션 영화
- 스트레인지 월드 - 로
- 인사이드 아웃 2 - 로버츠 코치, 추억

### 특촬물
- 가면라이더 빌드
- 가면라이더 지오 - 어린 오지호, 이윤주
- 파워레인저 다이노소울 - 용유진
- 파워레인저 루팡포스 VS 패트롤포스 - 교슈 르 메듀

### 영화
- 닥터 스트레인지: 대혼돈의 멀티버스 - 사라(실라 아팀)